# Maximilià Alloza Vidal
Maximilià Alloza Vidal (Castelló de la Plana, 1885 - Castelló de la Plana, 1945) va ser un poeta valencià.
Va llicenciar-se en medicina a València, on va entrar en contacte amb el cercle de Teodor Llorente i on, arran d'unes declaracions pessimistes de Juan Navarro Reverter, va decidir escriure el seu primer poema en català: Lo plor de la musa, publicat a Castelló de la Plana l'any 1913.
L'any 1918 va tornar com a metge a Castelló de la Plana, on residí fins a la seva mort. A la seua ciutat natal va actuar com a president de l'associació La Nostra Terra, formada per l'escissió del sector més polititzat de Joventut Regionalista, encapçalat per Gaietà Huguet i Breva. Home de caràcter reservat, abandonà aviat la creació literària, datant el seu darrer poema publicat de l'any 1924. Tot i això, l'any 1932 apareix com un dels signataris de les Normes de Castelló.
La seua obra més important és el poema Ioesa (1914), basat en el mite de Dafnis i Licènia. Aquesta obra és un exemple únic de la influència del modernisme i el parnassianisme, via Rubén Darío, en la poesia catalana del País Valencià. El seu estil obertament eròtic va impactar la societat castellonenca de la seua època, avesada a la tradicional estètica jocfloralística.